# Karl Heinrich Burow
Karl Heinrich Burow (Elbing, 10 november 1809 - Koningsbergen, 15 april 1874) was een Duits oogarts die onder meer bekend is van het door hem uitgevonden genoemde burowwater.
- Gemeinsame Normdatei: 102443203
- International Standard Name Identifier: 0000 0000 0495 0741
- Library of Congress Control Number: n2016182320
- Nationale Bibliotheek van Polen: a0000002152599
- Nederlandse Thesaurus van Auteursnamen: 12954728X
- Virtual International Authority File: 24991506
- WorldCat: E39PBJmHKHYT8tgrgHPB7Yj6Kd